# Bruchidius tragacanthae
Bruchidius tragacanthae là một loài bọ cánh cứng trong họ Bruchidae. Loài này được Oliver miêu tả khoa học năm 1795.